# Parinacota
Le Parinacota est un volcan situé à la frontière bolivo-chilienne dans la région d'Arica et Parinacota au Chili et dans le département d'Oruro en Bolivie dans les Andes. Ce stratovolcan culmine à 6 348 mètres d'altitude.
Avec le Pomerape il forme les Nevados de Payachatas, anciens dieux pour les habitants de l'altiplano andin tant boliviens que chiliens.
Sa première ascension eut lieu le 12 décembre 1928 par le Bolivien Carlos Terán et l'Autrichien Joseph Prem.
Un sentier part du village de Parinacota et monte vers 5 000 mètres d'altitude sur le flanc sud-ouest du volcan. Cette randonnée fait environ 35 à 40 kilomètres aller-retour. Les abords de la frontière bolivienne étant minés côté chilien, il est fortement déconseillé de quitter le sentier et recommandé de se renseigner à la CONAF à Putre.

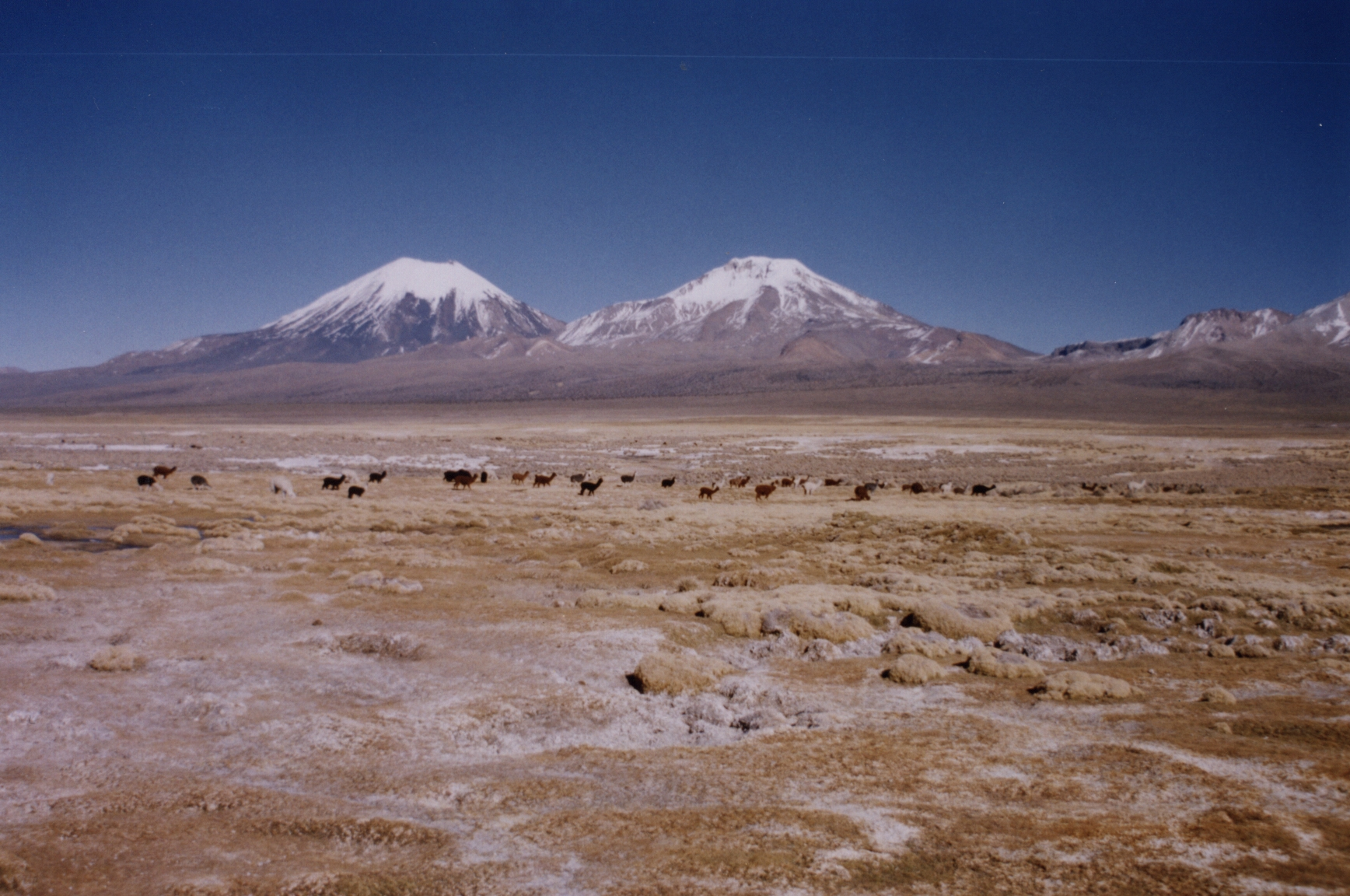
Le Parinacota (à gauche) et le Pomerape (à droite).